# 总寨镇 (酒泉市)
总寨镇，是中华人民共和国甘肃省酒泉市肃州区下辖的一个乡镇级行政单位。

## 行政区划
总寨镇下辖以下地区：
三奇堡村、西店村、沙河村、沙格楞村、单闸村、总寨村、双闸村、清泉村和店闸村。